# Cukiernica Wyżna

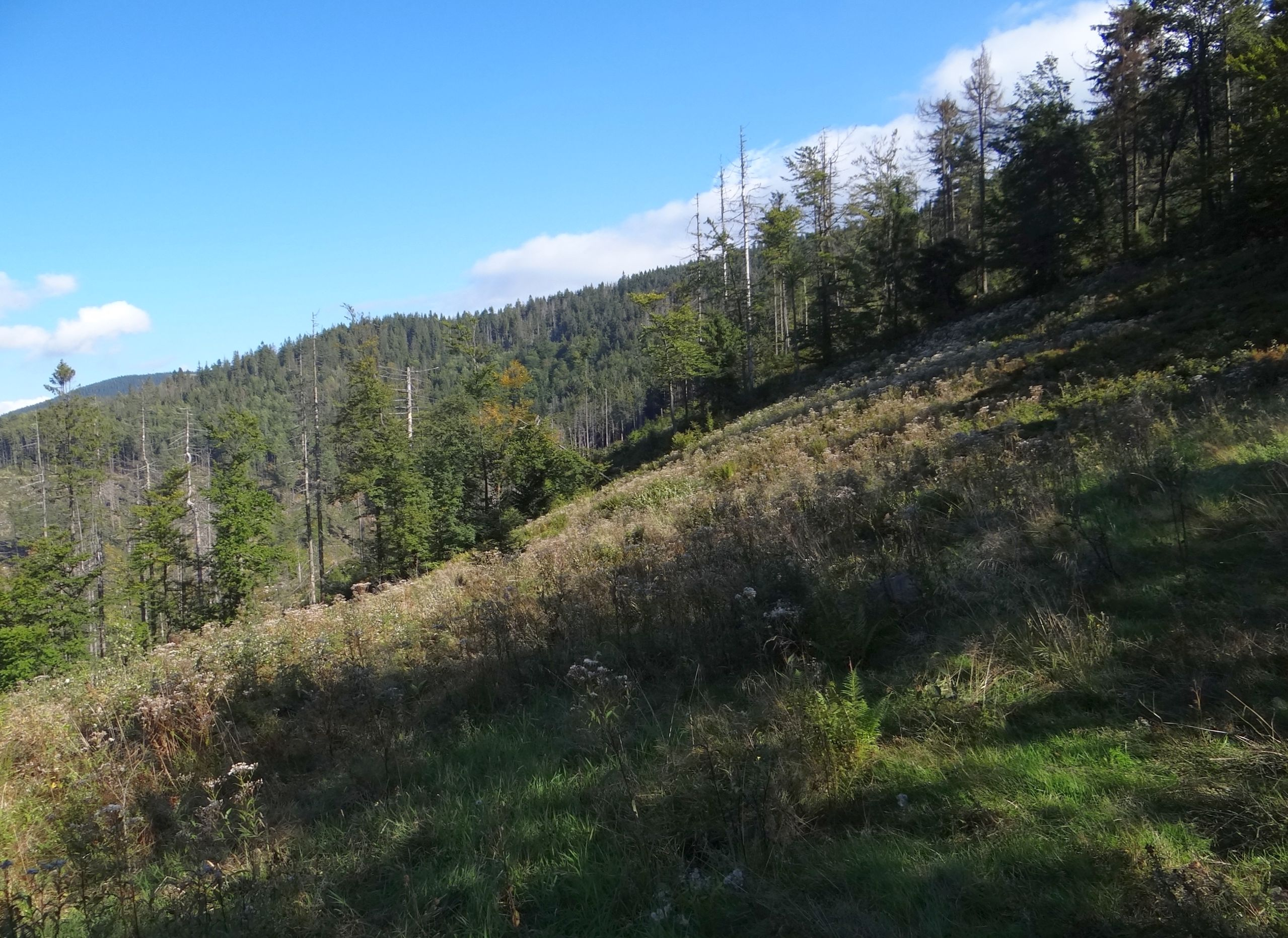

Cukiernica Wyżna – hala pasterska w Beskidzie Żywiecko-Orawskim w Grupie Lipowskiego Wierchu i Romanki. Znajduje się na wschodnim stoku północnego grzbietu Redykalnego Wierchu, opadającym do potoku Boracza. Są tutaj dwie hale: Cukiernica Niżna i Cukiernica Wyżna. Cukiernica Niżna jest wypasana, dzięki czemu nie zarasta lasem. Cukiernica Wyżna już nie jest wypasana i znajduje się na etapie zarastania lasem. Jej zachodnim skrajem przebiegają szlaki turystyczne.
Hala Cukiernica Wyżna znajduje się w granicach wsi Żabnica w województwie śląskim, w powiecie żywieckim, w gminie Węgierska Górka. Na południowy wschód poniżej jej dolnego końca znajduje się w skalnym złomowisku Jaskinia w Boraczej.

## Szlaki turystyczne
Żabnica-Skałka – Hala Boracza – Cukiernica Niżna – Redykalny Wierch
 Milówka – Hala Boracza – Cukiernica Niżna – Redykalny Wierch – Lipowski Wierch – schronisko PTTK na Hali Rysianka – Żabnica-Skałka
 Rajcza – Sucha Góra – Cukiernica Wyżna – Cukiernica Niżna – Hala Boracza. Czas przejścia 2:55 h, ↓ 2:25 h.